# Milano Seamen
Die Milano Seamen sind ein italienisches American-Football-Team, das 1981 gegründet und 2009 wieder gegründet wurde. Die Seamen sind fünffacher italienischer Meister. Von 2023 bis 2024 spielte die Mannschaft in der European League of Football.

## Geschichte

### Die ersten Seamen (1981 bis 1990)
Die Milano Seamen wurden am 27. Oktober 1981 gegründet, unter anderem durch Sergio Galeotti, Mitinhaber des Modekonzerns Giorgio Armani. In den Spielzeiten 1987 und 1989 erreichten sie den Super Bowl Italiano, das Finale um die italienische Meisterschaft, das sie jeweils gegen die Legnano Frogs verloren. Zum Ende der Saison 1990, welche die Seamen ohne Sieg und mit nur einem Unentschieden abschlossen, löste sich der Verein auf.

### Wiedergründung und Meisterschaften (2009 bis 2022)
Am 31. März 2009 wurde das Team durch eine Gruppe ehemaliger Spieler neu gegründet. Es startete mit einer Jugend-Flag-Football-Mannschaft. Nach der Auflösung der Falcons Milano Ende 2009 wechselten viele Falcons-Spieler zu den Seamen, die 2010 mit einer Seniorenmannschaft in der zweithöchsten Liga LENAF startete. Trotz acht Niederlagen in acht Spielen wechselten die Seaman im Folgejahr in der höchste Spielklasse IFL. 2012 traten die Seamen erstmals international im EFAF Cup an, schieden aber nach zwei Niederlagen aus. In der Saison 2013 erreichten die Seamen überraschend den Italian Super Bowl XXXIII, in dem sie den Parma Panthers deutlich mit 28:51 unterlagen.
In der Saison 2014 kam es im Italian Super Bowl zum erneuten Aufeinandertreffen der Seamen und der Panthers. Mit einem 33:3-Sieg holten sich Seamen zum ersten Mal die italienische Meisterschaft. Im Folgejahr konnten sie diesen Erfolg, erneut gegen Parma, wiederholen. Ebenfalls 2015 trat man in der neuen IFAF Europe Champions League an, schied nach Sieg und Niederlage in der Gruppenphase aus. 2016 schieden die Seamen gegen den Stadtrivalen Rhinos Milano im Halbfinale der IFL aus. In der Champions League zogen die Seamen ins Finale ein und unterlagen den Panthers Wrocław knapp mit 37:40. Im Folgejahr konnten sich die Seamen im Italian Bowl XXXVII bei den Rhinos revanchieren. international spielten die Seamen 2017 in der Big6 European Football League an. Trotz einem 14:13-Sieg gegen die Berlin Rebels schieden die Seamen in der Gruppenphase aus. 2018 konnten die Seaman erneut den Italian Bowl holen, in der European Football League unterlag man im Finale den die Potsdam Royals mit 42:43. 2019 holten die Seamen gegen die Guelfi Firenze den dritten italienischen Meistertitel in Folge. International musste man in der CEFL zwei Niederlagen hinnehmen.
Nachdem die Saison 2020 wegen der Covid-19-Pandemie ausgefallen war, zogen die Seamen 2021 zum vierten Mal in Folge in den Italian Bowl ein, unterlagen aber den Parma Panthers mit 34:40. In der CEFL schieden die Seamen im Viertelfinale aus.
Im Italian Bowl XLI 2022 unterlagen sie den Guelfi Firenze mit 17:21.

### European League of Football (ab 2023)
Im April 2022 gaben die Milano Seamen offiziell ihr Interesse an einem Einstieg in die paneuropäische European League of Football (ELF) bekannt.  Nachdem ELF und italienischer Verband eine Vereinbarung zur Zusammenarbeit geschlossen hatten, wurden die Seamen am 16. Mai 2022 als neues Franchise der ELF ab der Saison 2023 vorgestellt. Die Seamen zogen ihr Team aus der IFL zurück, kooperieren aber mit den Legnano Frogs, die den Platz der Seamen in der IFL sowie Spieler übernahmen, die nicht ins ELF-Team übernommen wurden.

### Saison 2023
Am 10. August 2022 gaben die Seamen auf Instagram bekannt, dass das Velodromo Vigorelli auch in der Saison 2023 weiterhin als Heimspielstätte fungieren wird. Einen Tag später veröffentlichten sie die Information, dass Stefan Pokorny auch in der ELF Head Coach bleiben wird. General Manager der ELF-Franchise ist Marco Mutti, der bereits 1981 und 2009 das Team mitgegründet hat. Ihre erste Saison in der ELF beendeten die Seamen mit nur zwei gewonnenen Spielen auf dem letzten Platz der Central Conference. Einen Tag nach dem letzten Spiel gab Stefan Pokorny seinen Rücktritt als Head Coach bekannt.

### Saison 2024
Für die Saison 2024 wurde im Oktober 2023 Jim Ward als neuer Head Coach verpflichtet. Ward war zuvor als Defensive Coordinator für die Helvetic Guards tätig. Als Offensive Coordinator stieß Malik Hoskins zu den Seamen. Nach sieben Jahren trennte man sich von Quarterback Luke Zahradka, der sich anschließend der Frankfurt Galaxy anschloss. Sein Nachfolger wurde Zach Bronkhorst von den Angelo State Rams (NCAA Div II).
Nach der Saison meldeten die Seamen ein Team für Nachwuchsspieler in der IFL Division I. Am 4. Dezember 2024 gaben sie bekannt, dass sie für ein Jahr in der ELF pausieren und in der Saison 2026 in diese zurückkehren.

## ELF Statistik

### Platzierungen
| Saison | Conference | Platz | Spiele | S | N  | SQ    | P+  | P−  | Diff | Conf  | Serie             | Postseason | Zuschauer Ø |
| ------ | ---------- | ----- | ------ | - | -- | ----- | --- | --- | ---- | ----- | ----------------- | ---------- | ----------- |
| 2023   | Central    | 6.    | 12     | 2 | 10 | 0,167 | 328 | 497 | −169 | 2:8   | 2N–1S–5N–1S–3N    | –          | 1.100       |
| 2024   | Central    | 4.    | 12     | 4 | 8  | 0,333 | 208 | 402 | –198 | 3:7   | 2N–1S–1N–2S–5N–1S | –          | 1.824       |
| Summe  | Summe      | Summe | 24     | 6 | 18 | 0,250 | 536 | 899 | −363 | 05:15 |                   | –          | 1.962       |

(HF: Halbfinale, CG: Championship Game)

### Direkter Vergleich
| Gegner               | erste Begegnung | Regular Season | Regular Season | Regular Season | Regular Season | Regular Season | Regular Season | Regular Season | Play-offs | Play-offs | Play-offs | Play-offs | Play-offs | Höchster Sieg | Höchste Niederlage |
| Gegner               | erste Begegnung | Sp             | S              | N              | SQ             | P+             | P−             | Diff           | S         | N         | P+        | P−        | Diff      | Höchster Sieg | Höchste Niederlage |
| -------------------- | --------------- | -------------- | -------------- | -------------- | -------------- | -------------- | -------------- | -------------- | --------- | --------- | --------- | --------- | --------- | ------------- | ------------------ |
| Barcelona Dragons    | 2023            | 4              | 3              | 1              | 0,750          | 150            | 123            | 1+27           |           |           |           |           |           | 57:36 (2024)  | 33:41 (2023)       |
| Fehérvár Enthroners  | 2024            | 2              | 1              | 1              | 0,500          | 36             | 41             | 10–5           |           |           |           |           |           | 19:14 (2024)  | 17:27 (2024)       |
| Frankfurt Galaxy     | 2023            | 2              | 0              | 2              | 0,000          | 47             | 93             | 1−46           |           |           |           |           |           | –             | 14:53 (2023)       |
| Helvetic Guards      | 2023            | 2              | 1              | 1              | 0,500          | 56             | 31             | 1+25           |           |           |           |           |           | 32:00 (2023)  | 24:31 (2023)       |
| Helvetic Mercenaries | 2024            | 2              | 1              | 1              | 0,500          | 24             | 23             | 10+1           |           |           |           |           |           | 14:70 (2024)  | 10:16 (2024)       |
| Munich Ravens        | 2023            | 4              | 0              | 4              | 0,000          | 103            | 222            | −119           |           |           |           |           |           | –             | 07:47 (2024)       |
| Raiders Tirol        | 2023            | 4              | 0              | 4              | 0,000          | 40             | 142            | −102           |           |           |           |           |           | –             | 00:32 (2024)       |
| Stuttgart Surge      | 2023            | 4              | 0              | 4              | 0,000          | 80             | 224            | −144           |           |           |           |           |           | –             | 27:78 (2023)       |

Stand: 24. August 2024
Legende:
| Spiele       | Siege              | Niederlagen           |
| SQ Siegquote | P+ gemachte Punkte | P− gegnerische Punkte |

## Trainer

### Head Coaches
| #                                | Name                             | Saisons                          | Regular Season                   | Regular Season                   | Regular Season                   | Regular Season                   | Regular Season                   | Play-offs                        | Play-offs                        | Play-offs                        |
| #                                | Name                             | Saisons                          | Spiele                           | S                                | N                                | UE                               | SQ                               | Spiele                           | S                                | N                                |
| Lega Nazionale American Football | Lega Nazionale American Football | Lega Nazionale American Football | Lega Nazionale American Football | Lega Nazionale American Football | Lega Nazionale American Football | Lega Nazionale American Football | Lega Nazionale American Football | Lega Nazionale American Football | Lega Nazionale American Football | Lega Nazionale American Football |
| -------------------------------- | -------------------------------- | -------------------------------- | -------------------------------- | -------------------------------- | -------------------------------- | -------------------------------- | -------------------------------- | -------------------------------- | -------------------------------- | -------------------------------- |
| 1                                | ?                                | 2010                             | 8                                | 0                                | 8                                | 0                                | 0,000                            | 0                                | 0                                | 0                                |
| Italian Football League          |                                  |                                  |                                  |                                  |                                  |                                  |                                  |                                  |                                  |                                  |
| 2                                | Joe Avezzano *                   | 2011–2012                        | 16                               | 5                                | 11                               | 0                                | 0,313                            | 0                                | 0                                | 0                                |
| 3                                | Paolo Mutti                      | 2012–2016                        | 42                               | 28                               | 14                               | 0                                | 0,667                            | 10                               | 8                                | 2                                |
| 4                                | Tony Addona                      | 2017                             | 10                               | 8                                | 2                                | 0                                | 0,800                            | 3                                | 3                                | 0                                |
| 5                                | Michael Wood                     | 2018–2020                        | 18                               | 17                               | 1                                | 0                                | 0,944                            | 4                                | 4                                | 0                                |
| 6                                | Stefan Pokorny                   | 2021–2022                        | 16                               | 16                               | 0                                | 0                                | 1,000                            | 4                                | 2                                | 2                                |
| European League of Football      |                                  |                                  |                                  |                                  |                                  |                                  |                                  |                                  |                                  |                                  |
| 6                                | Stefan Pokorny                   | 2023                             | 12                               | 2                                | 10                               | –                                | 0,167                            | 0                                | 0                                | 0                                |
| 7                                | Jim Ward                         | 2024                             | 12                               | 4                                | 8                                | –                                | 0,333                            | 0                                | 0                                | 0                                |

Anmerkung: * während der Saison 2012 verstorben

## Kader
| Abkürzungen der Spieler-Positionen im American Football | Abkürzungen der Spieler-Positionen im American Football |
| ------------------------------------------------------- | --- |
| Offense                                                 | QB – Quarterback \| RB – Runningback \| FB – Fullback \| TE – Tight End \| E/WR – Wide Receiver \| T – Tackle \| G – Guard \| C – Center |
| Defense                                                 | DT – Defensive Tackle \| DE – Defensive End \| NT – Nose Tackle \| LB – Linebacker \| ILB – Inside Linebacker \| MLB – Middle Linebacker \| OLB – Outside Linebacker \| CB – Cornerback \| NB – Nickelback \| FS – Free Safety \| SS – Strong Safety |
| Special Teams                                           | K – Kicker \| P – Punter \| KS – Kicking Specialist \| KOS – Kickoff Specialist \| LS – Long Snapper \| RS – Return Specialist \| KOR/KR – Kick Returner \| PR – Punt Returner \| PP – Punt Protector                                                |

## Erfolge
- Italienischer Meister: 2014, 2015, 2017, 2018, 2019

## Sponsoren und Partner
In der Saison 2023 werden die Milano Seamen von sieben Unternehmen gesponsert: das Hard Rock Cafe in Mailand, der Dienstleister Sinergica, die Immobilienverwaltung Svicom, die Fitnessstudiomarke McFit, der Produzent von Stadt- und Innenmöbeln FI.MA, der Produzent von Heiz-, Lüftungs- und Klimaanlagen Tonissi Power und der Energieversorger Acinque.
Die weitere Partnergruppe umfasst insgesamt 18 Unternehmen, darunter die italienische Fitnessstudiokette Fit PRIME, der Sportausrüster Forelle, der Heiztechnikproduzent und -dienstleister Vaillant und die italienische Marketingagentur Immedya.